# Aeroportul Bilbao
Aeroportul Bilbao (în bască Bilboko aireportua; în spaniolă Aeropuerto de Bilbao) (IATA: BIO, ICAO: LEBB) este un aeroport din Loiu⁠(d), Greater Bilbao⁠(d), Provincia Vizcaya, Comunitatea Autonomă a Țării Basce, Spania ce deservește zona Bilbao. Aeroportul a fost tranzitat în 2022 de 5.129.583 de pasageri. A fost deschis în 1955 și numit după zona deservită.
Situat la o altitudine de 41 m, aeroportul dispune de 2 piste. Este operat de ENAIRE⁠(d).

## Infrastructură

### Piste
Aeroportul dispune de 2 piste. Pista 10/28 are suprafața de asfalt și dimensiunile 1.910 m × 45 m. Pista 12/30 are suprafața de asfalt și dimensiunile 2.600 m × 45 m. 